# Fritz Thörner
Fritz Thörner (eigentlich: Friedrich Otto Heinrich Thörner, * 10. März 1869 in Neustadt (Dosse); † 1. April 1940 in Hannover) war ein deutscher Journalist, Schriftsteller und hannoverscher „Lokalpoet“. Er gilt als Urheber des Lüttje Lage-Liedes. Als Verleger hatte er sich zudem um 1900 mit seinem Hannovera-Verlag insbesondere auf die Publikation von Liedern und Ansichtskarten spezialisiert.

## Leben

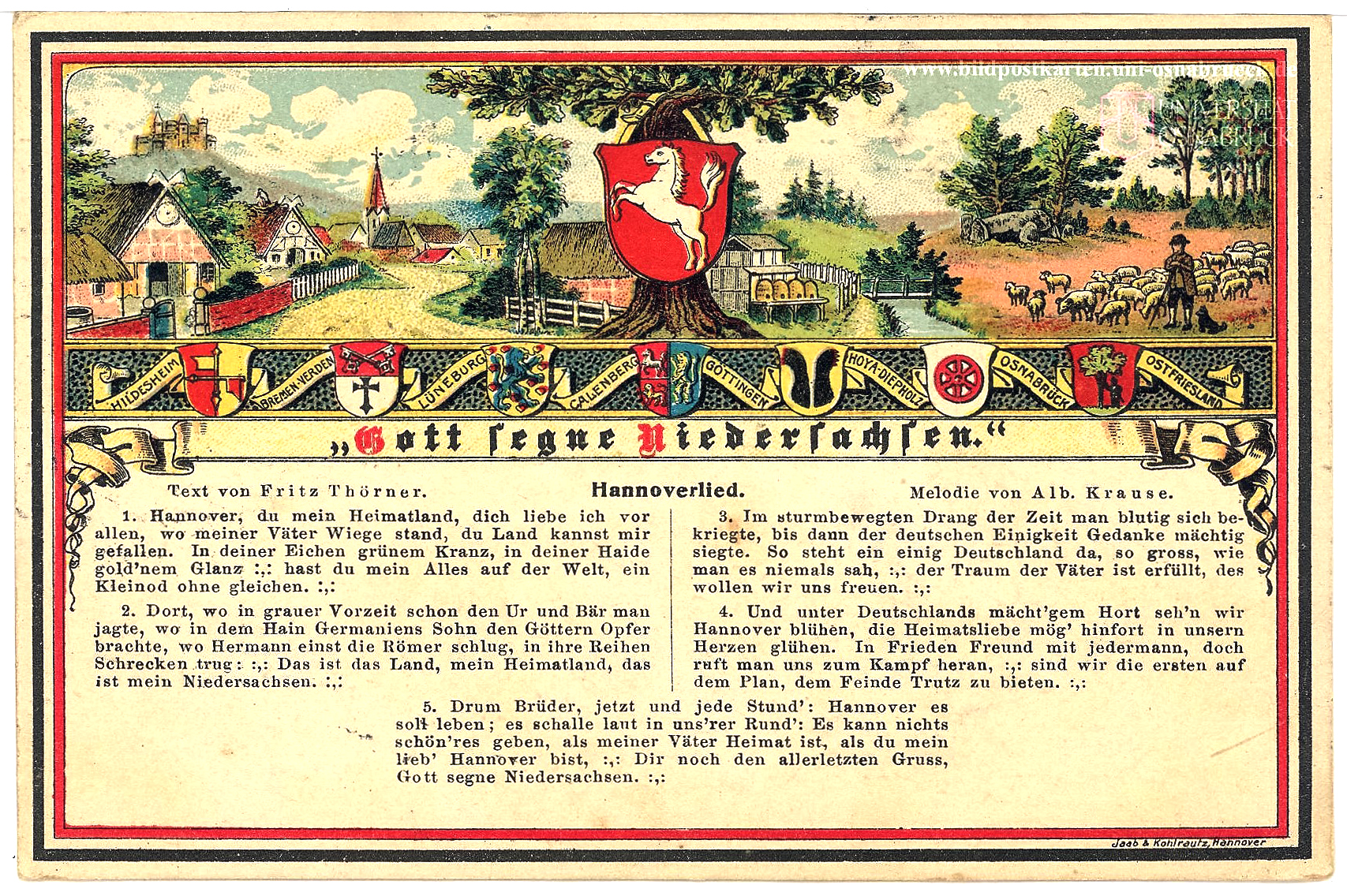
Das um 1900 publizierte Hannoverlied Thörners nach Melodie von Albert Krause und laut Revers „Für Klavier, Männerchor, Orchester und auf Schallplatten erschienen, Hannover-Verlag, Hannover“
vielfarb-Lithografie von Jaab & Kohlrautz; Bildpostkarte aus der „Sammlung Prof. Dr. S. Giesbrecht“ in der Universität Osnabrück

Fritz Thörner wuchs in der Mark Brandenburg als Sohn des Malers Friedrich Thörner, auf. Er absolvierte eine Lehre als Buchbinder, bevor er im Alter von 18 Jahren nach Hannover zog. Von dort aus ging er 1890 nach Bad Kissingen; nach einiger Zeit kehrte er als „Berichterstatter“ nach Hannover zurück. Hier schrieb er als Lokalreporter für verschiedene Zeitungen, während er parallel mit seinem Hannovera-Verlag am [damaligen] „Goetheplatz 11, 3. Et.“ Postkarten mit Liedern vertrieb.
Fritz Thörner war sehr naturverbunden und galt als ausgesprochener Kenner des Deistergebirges, das er mit zahllosen Wanderungen erkundete. Der gesellige Mann genoss als „Lokalpoet“ große Popularität vor allem durch seine selbst gereimten „Festgedichte, die er bei Feiern und Festlichkeiten aus dem Stegreif“ vortragen konnte. Auf Thörner geht das Anfang des 20. Jahrhunderts viel gesungene Lüttje-Lagen-Lied zurück, das – teilweise bis in die Gegenwart – als Trinkspruch beim Genuss einer Lüttjen Lage diente:

„Im Rösehof bin ich geboren als eines armen Dienstmanns Sohn ...“

In Hannover stand Thörner zudem in Kontakt mit dem Heimatdichter Hermann Löns, der seinerzeit als Lokalredakteur für den Hannoverschen Anzeiger tätig war, sowie zu Hans Joachim Toll, dem Schriftleiter für Lokales beim Hannoverschen Anzeiger.

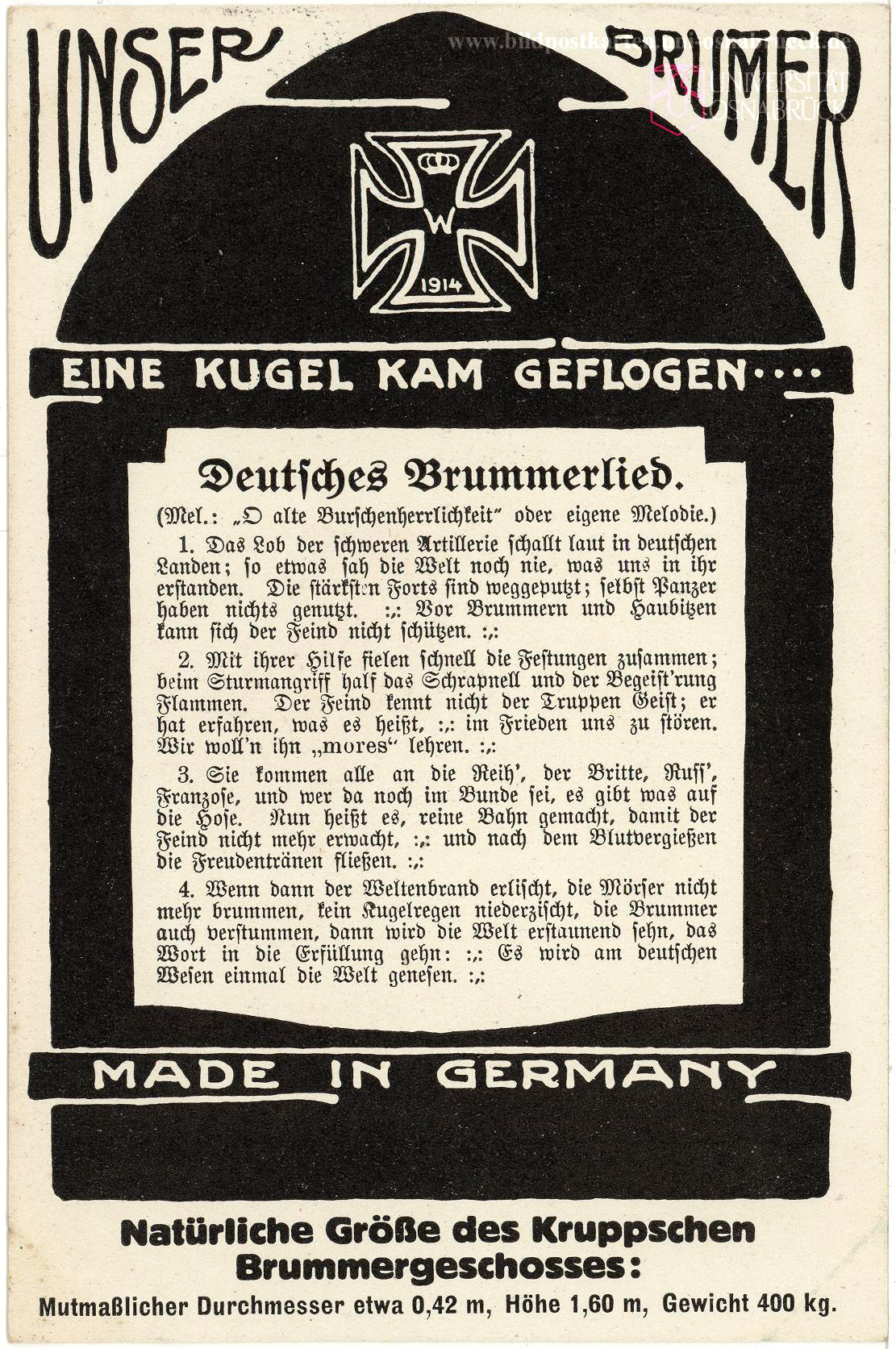
Postkarte Deutsches Brummerlied

Offenbar musste Fritz Thörner – trotz Patriotismus und Kriegsbegeisterung – nicht als Soldat im Ersten Weltkrieg dienen und konnte so mit seinem Verlag beispielsweise eine Propaganda-Bildpostkarte unter dem Titel Deutsches Brummerlied publizieren:

„Das Lob der schweren Artillerie ... Es wird am deutschen Wesen einmal die Welt genesen.“

Es verherrlichte mit dem Untertitel „Made in Germany“ ein Geschoss der Mörser-Kanone Dicke Bertha der Friedrich Krupp AG.

## Schriften (Auswahl)
- Helmut Gotthilfs Neugeburt. Eine wahre Lebensgeschichte in Versen (in Frakturschrift), von Fritz Thörner. Bilder von Carl Grimm. Hannovera-Verlag, Hannover 1916.
- Thörners Sportliederbuch (mit Abbildungen), Hannovera-Verlag Fr. Thörner, Hannover 1916.

## Archivalien
- Im Stadtarchiv Hannover findet sich in der Sammlung Frank Wedekind ein „Brief von Fritz Thörner an Unbekannt “ mit insgesamt 184 Postkarten mit hannoverschen Liedern.[4]